# Alexander von Kluck
Alexander Heinrich Rudolph von Kluck (ur. 20 maja 1846 w Münster, Westfalia, zm. 19 października 1934 w Berlinie) – pruski i niemiecki generał pułkownik, dowódca wojsk niemieckich podczas I wojny światowej. Zdobywca Brukseli w 1914.

## Życiorys
Uczestnik wojny prusko-austriackiej w 1866, a także wojny francusko-pruskiej 1870–1871. W wyniku zasług i w uznaniu wybitnej służby w 1906 awansowany do stopnia generała piechoty. Od 1913 Generalny Inspektor VIII Armii.
Podczas I wojny światowej dowódca 1. Armii niemieckiej, która została skoncentrowana nad Mozą przy granicy z Belgią. Licząca 320 tysięcy żołnierzy 1.Armia była prawą flanką głównych sił niemieckich atakujących Francję przez Belgię. Według założeń sztabu jego armia miała za zadanie ominąć Paryż, a następnie otoczyć go i uderzyć z zachodu. 5 sierpnia 1914 armia niemiecka zaatakowała i po huraganowym szturmie artyleryjskim zdobyła jedną z największych belgijskich twierdz Liège. 20 sierpnia 1914 wojska generała von Klucka zdobyły Brukselę, a pokonana armia belgijska musiała się wycofać na północny zachód do fortecy Het Steen w Antwerpii.
Po zdobyciu stolicy Belgii generał Kluck był u szczytu popularności. W wyniku tych wydarzeń powstał olbrzymi wyłom we froncie, w którą wdzierała się 1. i 2. Armia niemiecka, podczas gdy 3. Armia podchodziła do Mozy w Dinant. Przed armią niemiecką otworzyła się wtedy ogromna szansa realizacji założonych planów wojennych. Nie została ona wykorzystana, ponieważ generał von Kluck zdecydował się zmienić kierunek natarcia i uderzyć na Paryż od wschodu. Spowodowane to było chęcią rozbicia wycofującej się po przegranej bitwie pod Charleroi francuskiej 5 Armii generała Lanrezaca. 23 sierpnia 1914 brał udział w pokonaniu wojsk brytyjskich w bitwie pod Mons. Przełom sierpnia i września 1914 to pasmo sukcesów 1 Armii gen. Klucka, która podeszła prawie pod sam Paryż. 5 września wojska niemieckie dzieliło od stolicy Francji zaledwie 13 mil.
Mimo klęsk zadanych wojskom Ententy w walkach przygranicznych, zdołały one przygotować obronę zagrożonej stolicy Francji. We wrześniu 1914 gen. von Kluck uczestniczył w decydującej I bitwie pod Marną, która została przez wojska niemieckie przegrana i doprowadziła do klęski niemieckiego strategicznego planu wojny liczącego na błyskawiczne rozgromienie przeciwnika na froncie zachodnim. W decydującym stopniu ponosi on odpowiedzialność za porażkę. Na skutek samowolnego działania i przerzucenia 3 i 9 korpusu 1. Armii nad rzekę Ourcq, doprowadził do ciężkiej sytuacji 2 Armię gen. Bülowa. Prawe skrzydło armii Bülowa zostało odkryte i powstała luka między 1. i 2 Armią niemiecką, w którą mogły wejść Armia Brytyjska i 5 Armia Francuska. 9 września 1914 wojska francusko-brytyjskie wykorzystując sytuację weszły klinem w lukę między 1 i 2 Armię niemiecką o szerokości 35–40 km zmuszając je do opuszczenia swoich pozycji i odwrotu.
W 1915 podczas walk gen. Kluck został ranny i nie powrócił już do czynnej służby wojskowej. W październiku 1916 przeszedł na emeryturę. Zmarł w wieku 88 lat w Berlinie.

## Odznaczenia
- Order Orła Czarnego (Prusy)[1]
- Krzyż Wielki Orderu Orła Czerwonego (Prusy)
- Order Królewski Korony I klasy (Prusy)[1]
- Order Pour le Mérite (Prusy)
- Krzyż Żelazny I klasy (Prusy)
- Krzyż Żelazny II klasy (Prusy)[1]
- Odznaka za Służbę Wojskową[1]
- Krzyż Wielki Orderu Zasługi Wojskowej (Bawaria)[1]
- Krzyż Zasługi III klasy Orderu Domowego Lippe z mieczami (Lippe)[1]
- Krzyż Wielki Orderu Alberta (Saksonia)[1]
- Krzyż Wielki Orderu Ernestyńskiego (Saksonia)[1]